# Jurnal de bord

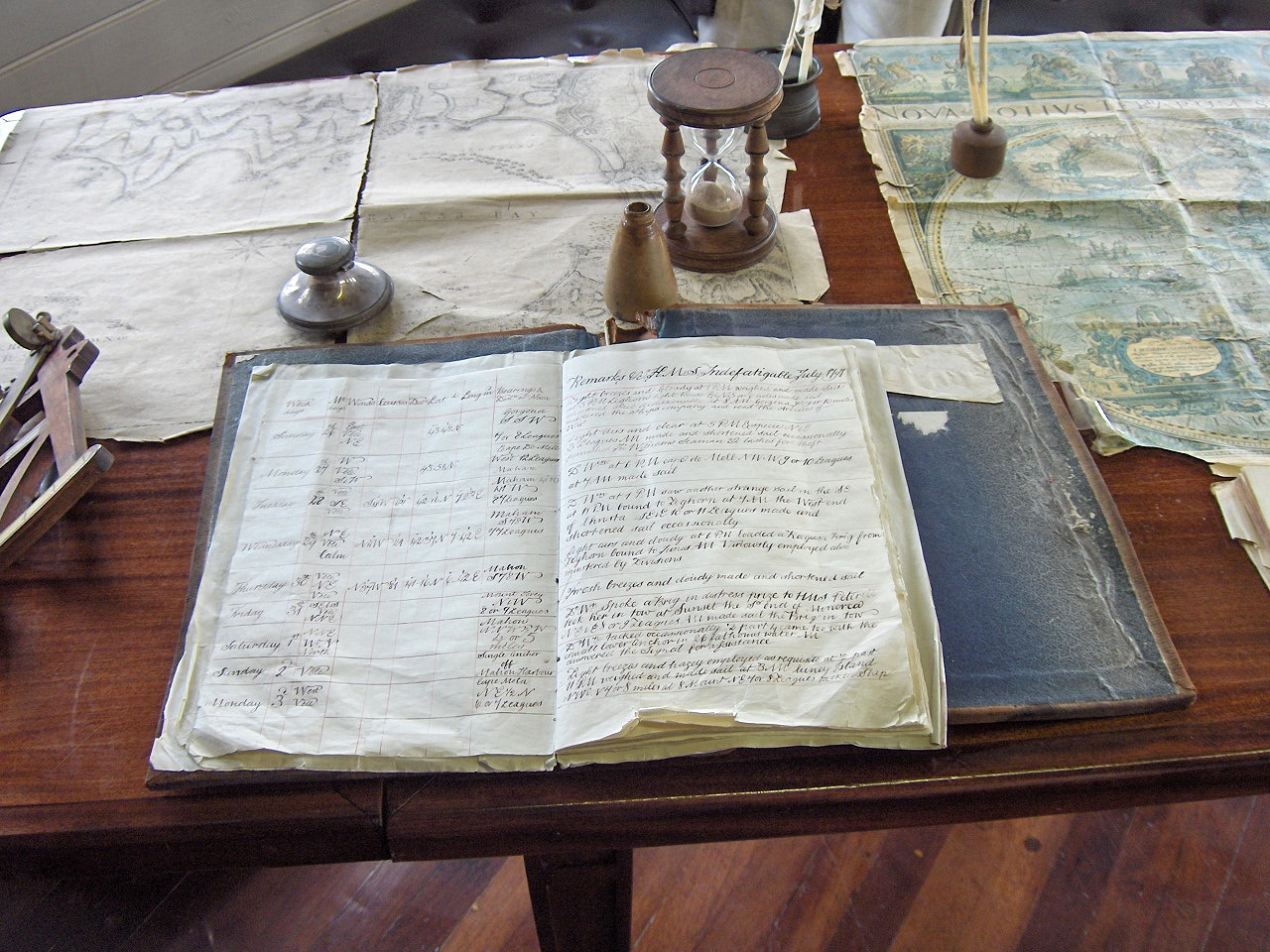
Jurnal de bord al fregatei Grand Turk.

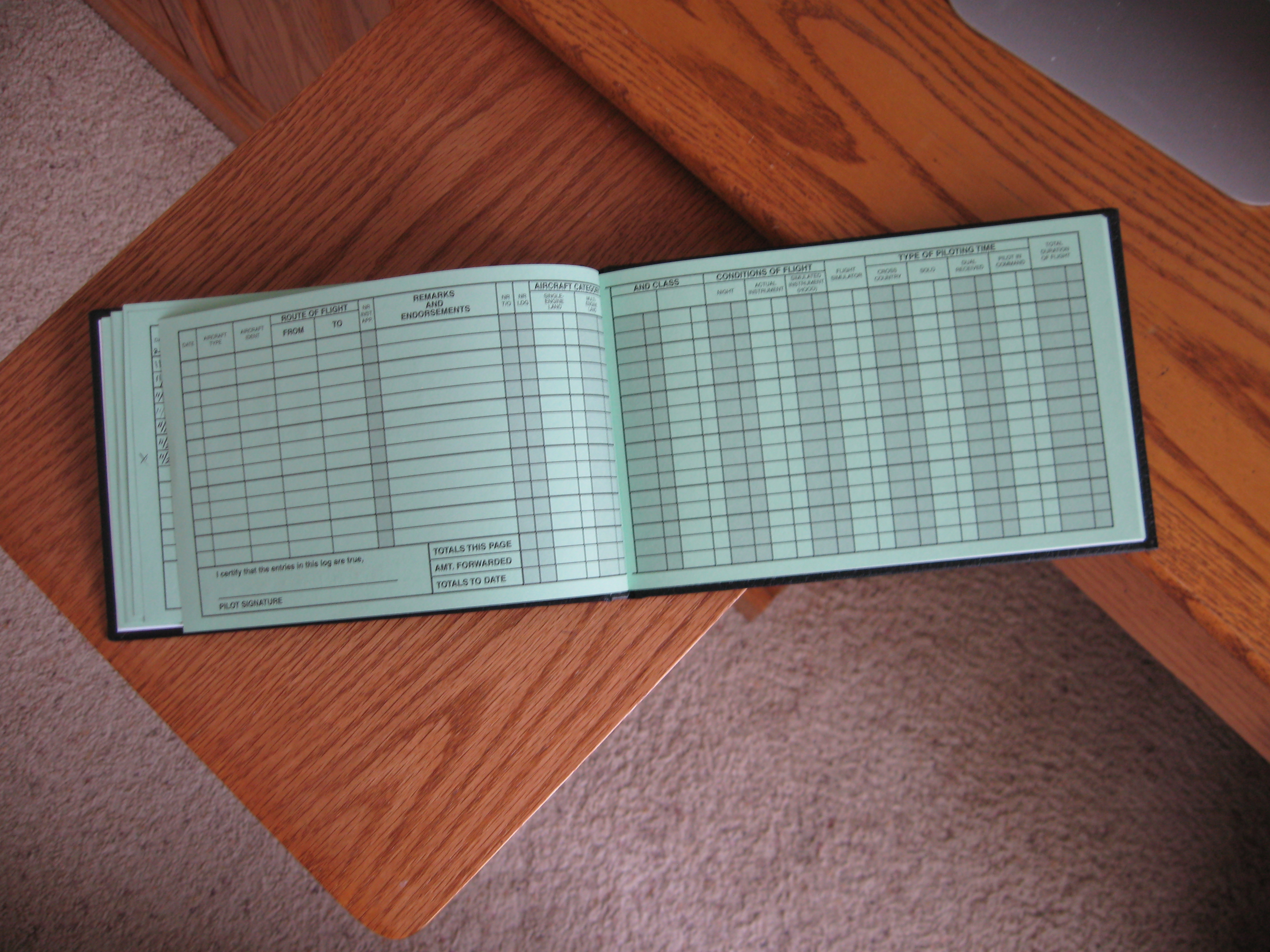
Aspectul tipic al unei pagini în jurnalul de bord ținut de pilotul unei aeronave.

Un jurnal de bord (denumit și jurnalul navei sau jurnalul căpitanului) este o condică, registru, caiet, sistem de fișe etc. în care se înregistrează evenimentele importante cu privire la gestionarea, exploatarea și navigația unei nave. Este un element esențial în sistemele tradiționale de navigație și trebuie să fie completat cel puțin zilnic.
Termenul se referea inițial la o carte în care erau înregistrate informații folosite pentru a estima viteza navei prin apă. Jurnalele de bord din prezent au ajuns să conțină multe date operaționale referitoare la un vapor sau submarin, cum ar fi condițiile meteorologice, cronologia operațiunilor curente, incidentele semnificative, echipajul complet și porturile în care nava a intrat.
Termenul jurnal de bord a fost extins pentru o mare varietate de alte utilizări. Astăzi, un jurnal de bord electronic sau virtual este folosit de obicei pentru ținerea evidenței funcționării unor utilaje complexe, cum ar fi centralele nucleare sau acceleratoarele de particule. În domeniul militar, un jurnal de bord este o colecție de documente oficiale obligatorii. Fiecare document (de obicei aranjate după dată) prezintă un eveniment sau o acțiune semnificativă.

## Transport
Majoritatea autorităților navale naționale specifică faptul că jurnalele sunt păstrate pentru a oferi o înregistrare a evenimentelor și pentru a ajuta echipajele să navigheze atunci când comunicațiile prin radio, radar sau GPS nu funcționează. Examinarea în detaliu a unui jurnal de bord este de multe ori o parte importantă în procesul de investigație din cadrul unor anchete navale oficiale, în aceeași măsură ca o „cutie neagră” pentru avioane. Înregistrările din jurnalul de bord au uneori mare importanță în procesele privind litigii comerciale maritime.
Navele comerciale țin adesea un „jurnal brut”, un registru preliminar în care sunt notate cursul navei, viteza, locația și alte date, care sunt apoi transcrise în „jurnalul oficial”, versiunea finală a jurnalului unei nave. Pot fi făcute modificări în jurnalul brut, dar jurnalul oficial este considerat permanent și nu sunt permise ștersături. Modificările sau corecțiile într-un jurnal oficial trebuie să fie făcute de către deținătorul autorizat al jurnalului, iar înregistrările anulate sau corectate trebuie să rămână lizibile.

### Legislația românească
Legislația românească privind transportul naval precizează că toate navele care arborează pavilionul român trebuie să țină un jurnal de bord (art. 48 (2) din Ordonanța nr. 42/1997), în care urmează să fie înscrise obligatoriu fiecare preluare de comandă (art. 73 (2) din Ordonanța nr. 42/1997), nașterile, căsătoriile și decesele care au loc la bordul navei (art. 83 din Ordonanța nr. 42/1997), infracțiunile care au loc la bordul navei (art. 82 din Ordonanța nr. 42/1997), precum și solicitările de ajutor primite de la navele aflate în pericol, efectuarea operațiunilor de asistență și salvare sau motivul neacordării ajutorului solicitat (art. 89, 90 și 92 din Ordonanța nr. 42/1997). În cazul în care nava se află în pericol sau trebuie abandonată, comandantul are obligația de a păstra în siguranță și de a salva jurnalul de bord și celelalte documente ale navei (art. 75 din Ordonanța nr. 42/1997).

## Utilizarea în ficțiune
- Serialul de televiziune Hornblower menționează informații din jurnalul de bord pentru a explica desfășurarea acțiunii sau pentru a face povestea mai realistă.
- În Star Trek, jurnalul căpitanului, un tip de jurnal de bord, este folosit pentru a informa spectatorii cu privire la evenimentele în curs de desfășurare și acționează ca o formă mai realistă de monolog. El face parte dintr-un sistem amplu de jurnal, care include jurnalele personale ale membrilor echipajului și jurnalele oficiale ale altor ofițeri, pentru întâmplările care nu pot fi reflectate credibil în jurnalul oficial al căpitanului.